# Olmachtigen
Olmachtigen (Proteidae) zijn een familie van salamanders. De groep werd voor het eerst wetenschappelijk beschreven door John Edward Gray in 1825. Oorspronkelijk werd de wetenschappelijke naam Proteina gebruikt.

## Algemeen
Er zijn zes soorten in twee geslachten. Alle soorten zijn neoteen en ontwikkelen zich uiterlijk niet tot salamander maar behouden de kieuwen en afgeplatte staart van het larvestadium. De lengte varieërt tussen de 20 en 30 centimeter.
In tegenstelling tot de axolotl, kunnen olmen niet geforceerd volwassen worden door het toevoegen van jodium aan het water of door het verhogen en behandelen van hormonen.

## Verspreiding en leefwijze
Grotsalamanders zijn zonder uitzondering zeer sterk aan water gebonden en komen niet op het land voor. Ze leven in koude, ondergrondse stroompjes in de buurt van de Adriatische kust.
Alleen de olm komt voor in Europa, alle andere soorten leven in Noord-Amerika.

## Taxonomie
Familie Proteidae
- Geslacht Proteus
  - Soort Olm (Proteus anguinus)
- Geslacht Mudpuppy's (Necturus)
  - Soort Necturus alabamensis
  - Soort Necturus beyeri
  - Soort Necturus lewisi
  - Soort Mudpuppy (Necturus maculosus)
  - Soort Necturus punctatus